# Liste der Monuments historiques in Sarry (Marne)
Die Liste der Monuments historiques in Sarry führt die Monuments historiques in der französischen Gemeinde Sarry auf.

## Liste der Immobilien
| Bezeichnung      | Beschreibung            | Standort               | Kennzeichnung | Schutzstatus | Datum | Bild           |
| ---------------- | ----------------------- | ---------------------- | ------------- | ------------ | ----- | -------------- |
| Kirche St-Julien | aus dem 13. Jahrhundert | Rue de l’Église (Lage) | PA00078851    | Classé       | 1911  | weitere Bilder |

## Liste der Objekte
| Bezeichnung                              | Beschreibung                                                              | Standort                       | Kennzeichnung | Schutzstatus | Datum     | Bild |
| ---------------------------------------- | ------------------------------------------------------------------------- | ------------------------------ | ------------- | ------------ | --------- | ---- |
| Altäre, Konsoltische und Wandvertäfelung | Holz, 18. Jahrhundert                                                     | in der Kirche St-Julien (Lage) | PM51001017    | Classé       | 1908      |      |
| Skulptur Madonna mit Kind                | Stein, farbig gefasst, Ende des 14. Jahrhunderts                          | in der Kirche St-Julien (Lage) | PM51001609    | Classé       | 1995      |      |
| Kanzel                                   | Holz, Anfang des 17. Jahrhunderts                                         | in der Kirche St-Julien (Lage) | PM51001014    | Classé       | 1904      |      |
| Reiterskulptur Heiliger Julianus         | Stein, farbig gefasst, 16. Jahrhundert                                    | in der Kirche St-Julien (Lage) | PM51001016    | Classé       | 1908      |      |
| Orgel                                    | Ensemble aus PM51001764, PM51001781 und PM51002709                        | in der Kirche St-Julien (Lage) | PM51001763    | Inscrit      | 1977 1979 |      |
| Orgelprospekt                            | 1821 durch Jean-Baptiste Salmon gebaut                                    | in der Kirche St-Julien (Lage) | PM51001764    | Inscrit      | 1977      |      |
| Instrumentalteil der Orgel               | 1821 durch Jean-Baptiste Salmon gebaut, 1866 durch Henri Jacquet umgebaut | in der Kirche St-Julien (Lage) | PM51001781    | Inscrit      | 1979      |      |
| Orgelempore                              | skulptierter Balken; Holz, 18. Jahrhundert                                | in der Kirche St-Julien (Lage) | PM51002709    | Inscrit      | 1977      |      |
| Weihwasserbecken                         | Marmor, 18. Jahrhundert                                                   | in der Kirche St-Julien (Lage) | PM51002707    | Inscrit      | 1977      |      |
| Gemälde Mariä Verkündigung               | Ölfarbe auf Holz, 16. Jahrhundert                                         | in der Kirche St-Julien (Lage) | PM51001015    | Classé       | 1908      |      |
| Adlerpult                                | Holz, 18. Jahrhundert                                                     | in der Kirche St-Julien (Lage) | PM51002708    | Inscrit      | 1977      |      |